# Козловский, Фёдор Алексеевич
Князь Фёдор Алексеевич Козловский (1740-е – 21 июня (2 июля) 1770) — русский писатель, поэт и переводчик.

## Биография
ФРодился в сороковых годах XVIII века; происходил из князей Козловских, старший сын Алексея Семёновича Козловского.
Получив начальное образование, поступил в Московский университет, по окончании которого поступил на воинскую службу в Преображенский лейб-гвардии полк.

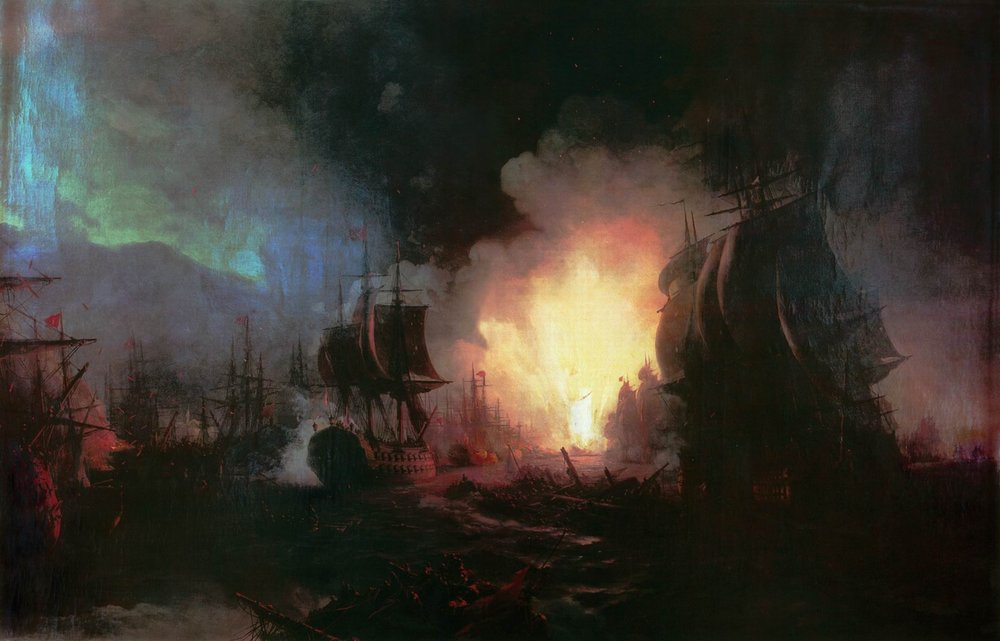
Чесменский бой

В 1767 году Козловский был назначен в Уложенную комиссию созданную для написания нового проекта. В 1769 году был отправлен в Италию курьером к графу Алексею Григорьевичу Орлову. На пути, исполняя поручение императрицы Екатерины II, он должен был заехать в Фернею, к Вольтеру, горячим поклонником которого являлся и сам.
Состоя при графе Орлове, во время Чесменского сражения, погиб при взрыве линейного корабля «Святой Евстафий», 24 июня 1770 года.
Будучи одним из образованнейших людей своего времени, князь Фёдор Алексеевич Козловский был близко знаком с выдающимися современными русскими писателями: Д. И. Фонвизиным, М. М. Херасковым, Н. И. Новиковым, В. И. Майковым. Для Державина произведения Козловского служили образцом в первоначальных его опытах, и от него научился он разделению александрийского стиха. По словам Новикова, смерть его вызвала всеобщие сожаления. Василий Майков оплакал её в «Письме к В. И. Бибикову». Кроме Майкова, о смерти Козловского писал Херасков в поэме «Чесменский бой».

## Творчество
На литературном поприще Козловский оставил после себя ряд сочинений, среди которых, в частности, были: комедия в прозе «Одолжавший любовник или любовник в долгах»; несколько песен, эклог, элегий и других мелких стихотворений. Участвовал в сборнике «Переводы из энциклопедии» (М., 1767), где ему принадлежит статья «Словопроизведение». Перевёл также несколько пьес для «Российского Феатра». Трагедия «Сумбека» и «Похвальное слово императрице Екатерине II» остались незавершёнными. Помимо этого, Дмитревский приписывает ему перевод комической оперы «Annette et Lubin». Его письмо к Сумарокову было напечатано в «Отечественных Записках» (1858, № 2).